# La lupa con Romolo e Remo
La La lupa con Romolo e Remo è un gruppo scultoreo realizzato dal artista Francesco Biggi ed esposto nelle mezzarie di Anton Giulio II Brignole-Sale a Palazzo Rosso dei Musei di Strada Nuova

## Storia e descrizione

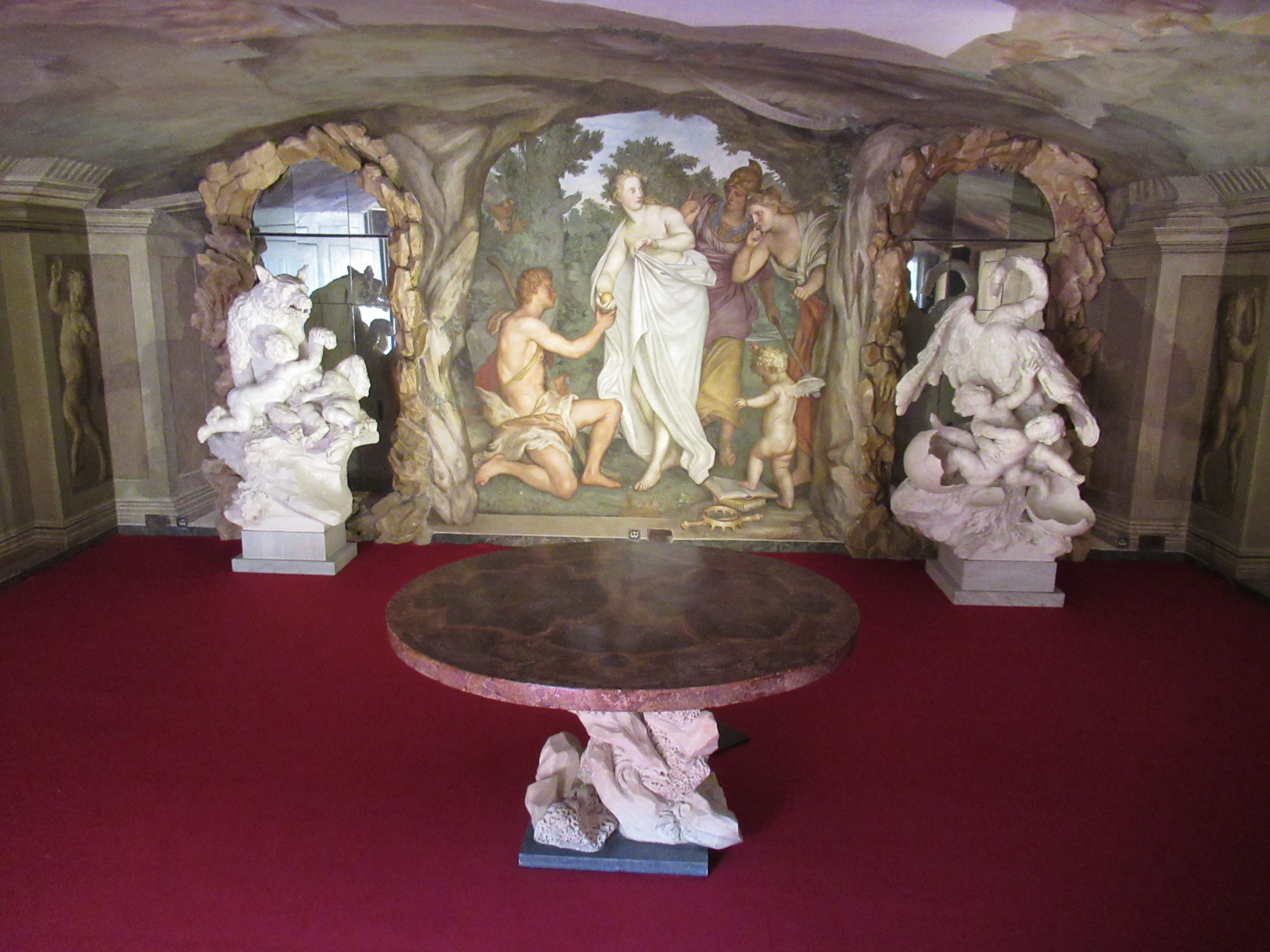
la Sala della Grotta all'interno delle mezzarie di Anton Giulio II Brignole-Sale

Questa scultura, insieme al suo pendant Giove in forma di cigno con Elena e Polluce, realizzato da Bernardo Schiaffino, è stata creata appositamente per decorare la Sala della Grotta all'interno delle mezzarie di Anton Giulio II Brignole Sale, situate fra il primo e il secondo piano nobile della dimora di famiglia a Palazzo Rosso. L'intero apparato decorativo dell'ambiente, progettato da Domenico Parodi e utilizzato come sala da pranzo, narra la nascita di Roma attraverso le figure femminili. I due gruppi scultorei, posti in apposite nicchie in alabastro, erano originariamente fontane, come testimoniato da Carlo Giuseppe Ratti. Probabilmente non vennero azionate frequentemente, poiché nessuna delle due sculture presenta chiari segni di dilavamento. L'intento era quello di stupire e meravigliare gli ospiti senza svelare il meccanismo che faceva sgorgare l'acqua dalle fauci della lupa, scorrendo fino alla base, dove erano raccolte pietre e minerali di diverse tipologie per rendere lo scroscio vario e musicale.
Oltre ai due gruppi marmorei menzionati, l’apparato scultoreo della stanza comprende anche un tavolo ovale con piano in alabastro antico, probabilmente proveniente da Roma. Il piano è sorretto da un singolo piede in marmo lavorato dall'artista a simulare l'aspetto di una roccia.